# Coll Pregon (Beget)
El Coll Pregon és un coll de muntanya dels Pirineus situat a 1.375,7 metres d'altitud a cavall dels termes municipal de Camprodon, de la comarca del Ripollès (però a l'antic terme de Beget, de la Garrotxa) i comunal de Prats de Molló i la Presta, de la comarca del Vallespir. És al sud-est del terme de Prats de Molló i la Presta i al nord-oest del de Camprodon. És a prop al nord-oest del Roc del Tabal i al sud-est de la Collada de Vernadell.